# GlobalSight
GlobalSight 是一个在Apache许可证2.0下发布的开源翻译管理系统（TMS）。 从7.1版开始，它支持TMX和SRX 2.0 本地化行业标准协会标准。 它用Java编程语言开发，使用MySQL数据库。 GlobalSight还支持计算机辅助翻译和机器翻译。

## 历史
从1997年到2005年，它被称为Ambassador Suite，是由GlobalSight公司开发和拥有。根据红鲱鱼杂志，GlobalSight公司是1999年“十家最值得期待的公司”之一。  在2005年Transware公司收购了GlobalSight，并继续它的开发。 2008年5月Welocalize 收购了Transware，同时也得到了GlobalSight。 在用开源组件更换了产品中使用的专有技术（工作流，数据库，对象关系映射，中间件，目录管理和调度）之后， Welocalize于2009年1月发布了开源的7.1版。

## 指导委员会
指导委员会由目前参与这个项目的主要公司的代表组成。他们是：
- 美国在线的 Stephen Roantree
- Autodesk的 Mirko Plitt
- EMC公司的 Jessica Roland
- IBM的 Frank Rojas
- Novell的 Daniel McGowan
- Martin Wunderlich[來源請求]
- 太阳微系统的 Melissa Biggs
- XenCraft的 Tex Texin[7]
- 罗塞塔基金会的 Reinhard Schaler
- VistaTEC的 Phil Ritchie
- YYZ Translations的 Sultan Ghaznawi[8]
- Welocalize的 Derek Coffey [9]

## 其他参与公司
2008年12月有四个语言服务供应商参与这个项目： 阿富汗翻译服务，应用语言解决方案，Lloyd International Translations与VistaTEC。

## 特征
根据《翻译和审阅培训指南》 和《GlobalSight与WorldServer对比》 ，该软件具有以下特征：
- 用图形化工作流编辑器创建和编辑自定义工作流程
- 同时支持人工翻译和完全集成的机器翻译（MT）
- 自动化了本地化过程中许多传统是手工的步骤，包括：过滤和分词、翻译记忆利用、分析、成本核算、档案交接、电子邮件通知、商标更新、目标文件生成
- 翻译记忆（TM）的管理和利用，包括多种语言翻译记忆，和同时利用多个翻译记忆库能力
- 支持上下文完全匹配，以及精确和模糊匹配
- 术语管理和利用
- 集中化而且简化的翻译记忆和术语管理
- 完全支持使用多个语言服务供应商（LSP）的翻译过程
- 两个在线翻译编辑
- 支持像 Trados 这样的桌面计算机辅助翻译（CAT）工具
- 基于本地化过程中每一步都可设定价格的成本计算
- 数十种文件类型的过滤器，包括Word，RTF，PowerPoint，Excel，XML，HTML Javascript，PHP，ASP，JSP，Java属性，Frame，InDesign等
- 一致性搜索
- 从先前翻译的文件产生翻译记忆的对齐功能
- 报告
- 允许编程访问GlobalSight的功能和数据的Web服务API